# Skultuna Flexible
Skultuna Flexible AB är ett bolag som utvecklar och tillverkar flexibla laminat i industrikomponenter.

## Historia
Företagets historia kan spåras till 1607 då Skultuna Bruk grundades av Karl IX. Laminatproduktionen startade i Finspång 1935 och flyttade till Skultuna 1960. Sedan 2007 ingår företaget i Fairford Group.